# Ernest P. Worrell
Ernest P. Worrell är en fiktiv karaktär som huvudsakligen spelats av Jim Varney på film. Ursprungligen var en Ernest en karaktär i en rad reklamfilmer under början av 1980-talet, men karaktären blev så populär att han fick sin egen filmserie. Ernest är i regel ganska klantig och har en stor familj. Ernest har parodierats i åtskilliga TV-serier, exempelvis Beavis och Butt-head, Family Guy och The Simpsons.
Alla filmer om Ernest regisserades av John R. Cherry III, utom Ernest Goes to School som regisserades av Coke Sams. 

## Filmer om Ernest
- 1986 - The Ernest Film Festival
- 1987 - Ernest Goes to Camp
- 1988 - Hey, Vern, It's Ernest!
- 1988 - Ernest räddar julen
- 1989 - Ernest Goes to Splash Mountain
- 1990 - Disneyland
- 1990 - Ernest bakom lås och bom
- 1991 - Ernest - töntarnas konung
- 1993 - Ernest Rides Again
- 1994 - Your World as I See It
- 1994 - Ernest Goes to School
- 1995 - Slam Dunk Ernest
- 1997 - Ernest Goes to Africa